# Heinrich Wefing (Künstler)

Heinrich Wefing (1904)
Carte de visite: Louis Fricke

Johann Heinrich Wefing (* 12. September 1854 in Eickum, Ostwestfalen; † 6. Juli 1920 in Berlin) war ein deutscher Bildhauer.

## Leben

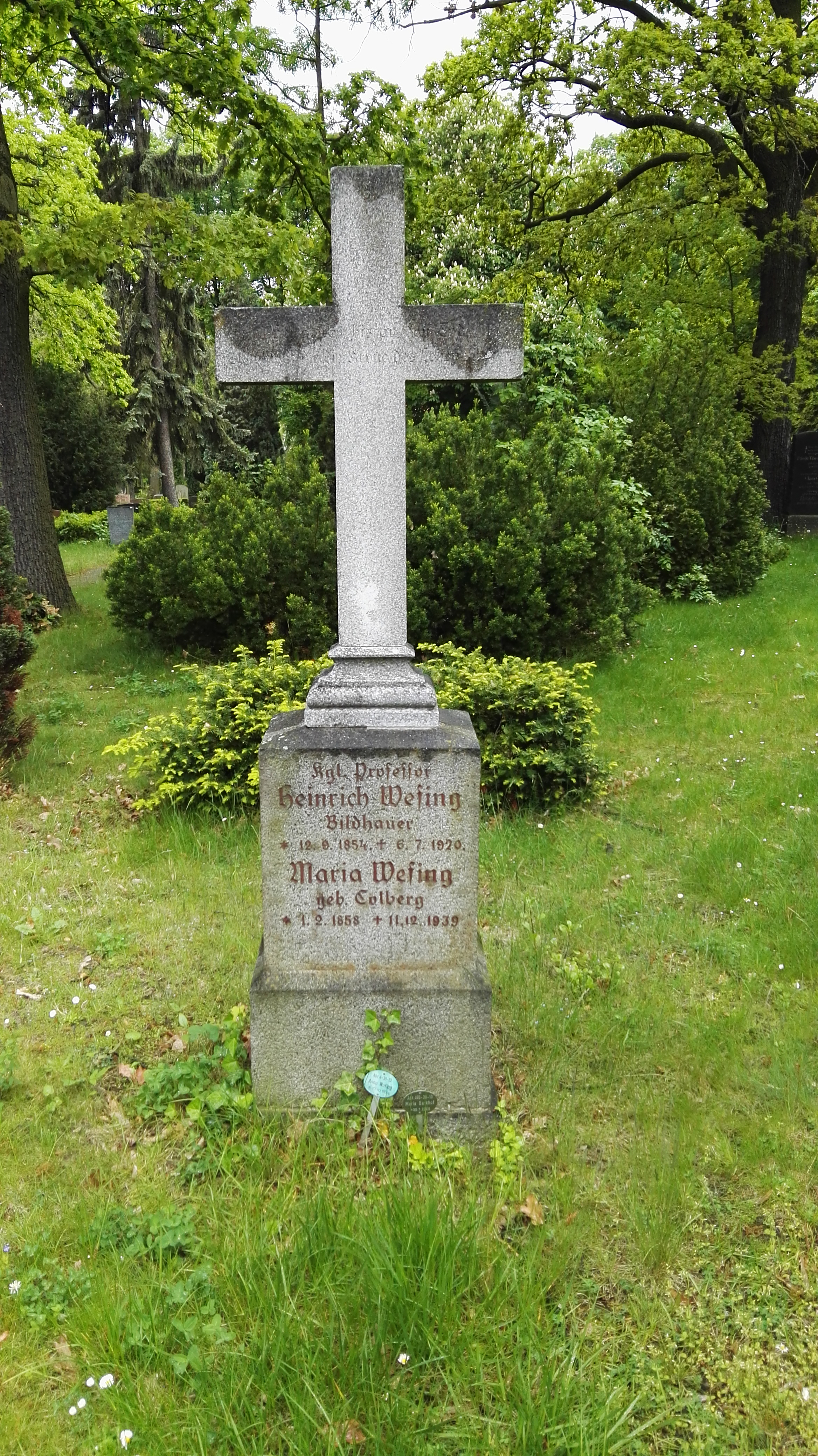
Grabstätte

Heinrich Wefing studierte ab 1871 an der Berliner Kunstakademie bei dem Historienmaler Karl Gottfried Pfannschmidt, sowie den Bildhauern Albert Wolff und Friedrich Drake. Seit 1887 arbeitete er als „städtischer“ Fachlehrer für Modellieren und Kunstgewerbe an einer nicht genauer benannten Berliner Fachschule. 1907 bekam Wefing den Titel Professor verliehen. Als Opfer der schweren Grippeepidemie und der Hungerzeiten nach dem Krieg starb er 1920 im 66. Lebensjahr. Er wurde auf dem Alten Zwölf-Apostel-Kirchhof in Berlin-Schöneberg beigesetzt.

## Schaffen
Etliche Werke Wefings, wie z. B. das Relief „Musizierende Engel“, wurden vielfach kopiert und in unterschiedlichsten Variationen abgewandelt. So erfolgte auch die farbliche Gestaltung der Druckgrafik nach dem Engel-Relief sicherlich nicht durch ihn selbst, da er farbenblind war. Das Wittekind-Denkmal in Herford fand sich als Abbildung auf vielen Gegenständen des täglichen Gebrauchs wieder. In identischer Ausführung – für diese Zeit selten – erfolgte die Herstellung der Kriegerdenkmäler in Groß Neuendorf (Oder), in Schloß Neuhaus (Westfalen) und in Ortelsburg (Ostpreußen). Vor dem Ersten Weltkrieg vollendete Wefing noch das Modell eines Bodelschwingh-Denkmals für Bethel, das aber nicht mehr zur Ausführung kam. Dann nahm ihm der Krieg jede Möglichkeit künstlerischen Schaffens, nur als Lehrer konnte er noch tätig sein.

## Werke
- 1876–1879: Kriegerdenkmal 1864, 1866 und 1870/71 in Herford, auf dem Marktplatz (enthüllt am 18. Oktober 1879; auf dem Sockel eine Walküre, die einen gefallenen Krieger gen Walhalla trägt)
- 1880: Relief Wittekinds Taufe in der evangelischen Stiftskirche in Enger
- 1880: Relief Hagar für das Domkandidatenstift in Berlin
- 1880: Fries Rattenfänger von Hameln (in Privatbesitz)
- 1884: Bronze-Statuette Major von den Osten (42 cm, Auktionsverkauf 1999)
- 1891: Kinderbüste, gezeigt auf der Internationalen Kunstausstellung in Berlin
- 1893: Marmorrelief Musizierende Engel oder Singende Engel für Kaiserin Auguste Viktoria
- 1893: Kriegerdenkmal 1870/71 auf dem Marktplatz in Ortelsburg (Ostpreußen) (auf der Vorderseite des Sockels ein Kaiser-Wilhelm-I.-Reliefmedaillon, auf dem Sockel das Standbild eines vorstürmenden Infanteristen mit hoch empor gehaltener Fahne)
- 1895: Kaiser-Wilhelm-I.-Standbild in Gardelegen, auf dem Marktplatz
- 1896: Christus-Statue im Diakonissen-Krankenhaus Bethanien in Berlin
- 1897: Kriegerdenkmal 1870/71 in Groß Neuendorf (Oderbruch) (um 1950 verschollen)
- 1899: Wittekindbrunnen in Herford (1942 eingeschmolzen, 1959 Kopie von Walter Kruse auf dem erhaltenen Sockel)
- 1900: Gipsbüste Otto Weddigen, ausgestellt auf der Großen Berliner Kunstausstellung 1900[1]
- 1900: Doppelstandbild der Kaiser Wilhelm I. und Friedrich III. in Sorau (Niederlausitz), auf der Promenade (im Februar 1945, durch französische Kriegsgefangene aus den Focke-Wulf-Werken demontiert)[2]
- 1902: Bismarck-Wappen (aus Kupfer mit Inschrift) und Bismarck-Relief (in Bronze) am Bismarckturm in Porta Westfalica[3]
- 1902: Denkmal des Großen Kurfürsten in Herford, auf dem Bahnhofsplatz (Standbild in Kupfertreibarbeit, enthüllt am 26. September 1902, 1942 für Rüstungszwecke demontiert)
- 1903: Standbild des Herzogs Widukind in Enger (1942 eingeschmolzen, Gipsabguss vorhanden)[4]
- 1903: Kriegerdenkmal 1870/71 in Schloß Neuhaus (auf dem Sockel Standbild eines vorstürmenden Fahnenträgers)
- 1903: Denkmal für Christian Friedrich Koch in Mohrin (Neumark)[5][6]
- 1904: Denkmal für König Friedrich II. als Kolonisator des Oderbruchs in Neutrebbin (1953 zerstört, 1994 unter anderem durch eine Spende und nach Bildmaterial von Wefings Enkelin Maria Barkhof durch den Bildhauer Roland Rother rekonstruiert)
- 1905: Ausstattung der evangelischen Kirche in Grätz (Provinz Posen)
- 1905: Standbild Kaiser Wilhelms I. in Wildberg
- 1905: Taufengel aus Sandstein und zwei Relieftondi „musizierende Engel“ an der Emporenbrüstung über dem Eingang in der Kirche des Oberlinhauses in Babelsberg[7]
- 1905: Büste von Georges Cuvier für die Staatsbibliothek in Mexiko-Stadt
- 1905: Bronze-Statue von Hermann Schulze-Delitzsch für ein Bankgebäude in Berlin
- 1905: Büste Stadtschulrat Dr. Karl Gerstenberg im Friedrichs-Realgymnasium in Berlin-Kreuzberg
- 1907: Bronzestandbild des Grafregenten Ernst im Schlossgarten in Detmold
- 1907: Bronze-Plakette auf dem Jahnstein in Herford[8]
- 1909: Grafschaftsdenkmal in Jöllenbeck bei Bielefeld (im Volksmund „Adlerdenkmal“, zur Erinnerung an die 300-jährige Zugehörigkeit der Grafschaft Ravensberg zu Brandenburg-Preußen)
- 1911: Kaiser-Wilhelm-I.-Denkmal in (Essen-)Königssteele (Standbild, auf vorhandenem Sockel als Ersatz einer verwitterten Sandstein-Figur)
- vor 1913: Relief Gastmahl des Belsazar für die Große Berliner Kunstausstellung (vom preußischen Staat angekauft, um 1912 ausgestellt im Städtischen Museum in Danzig)
- 1913: Roonstein als Denkmal für Albrecht von Roon in Herford-Laar

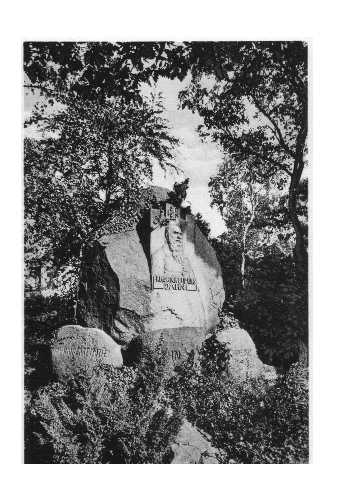
Jahnstein in Herford
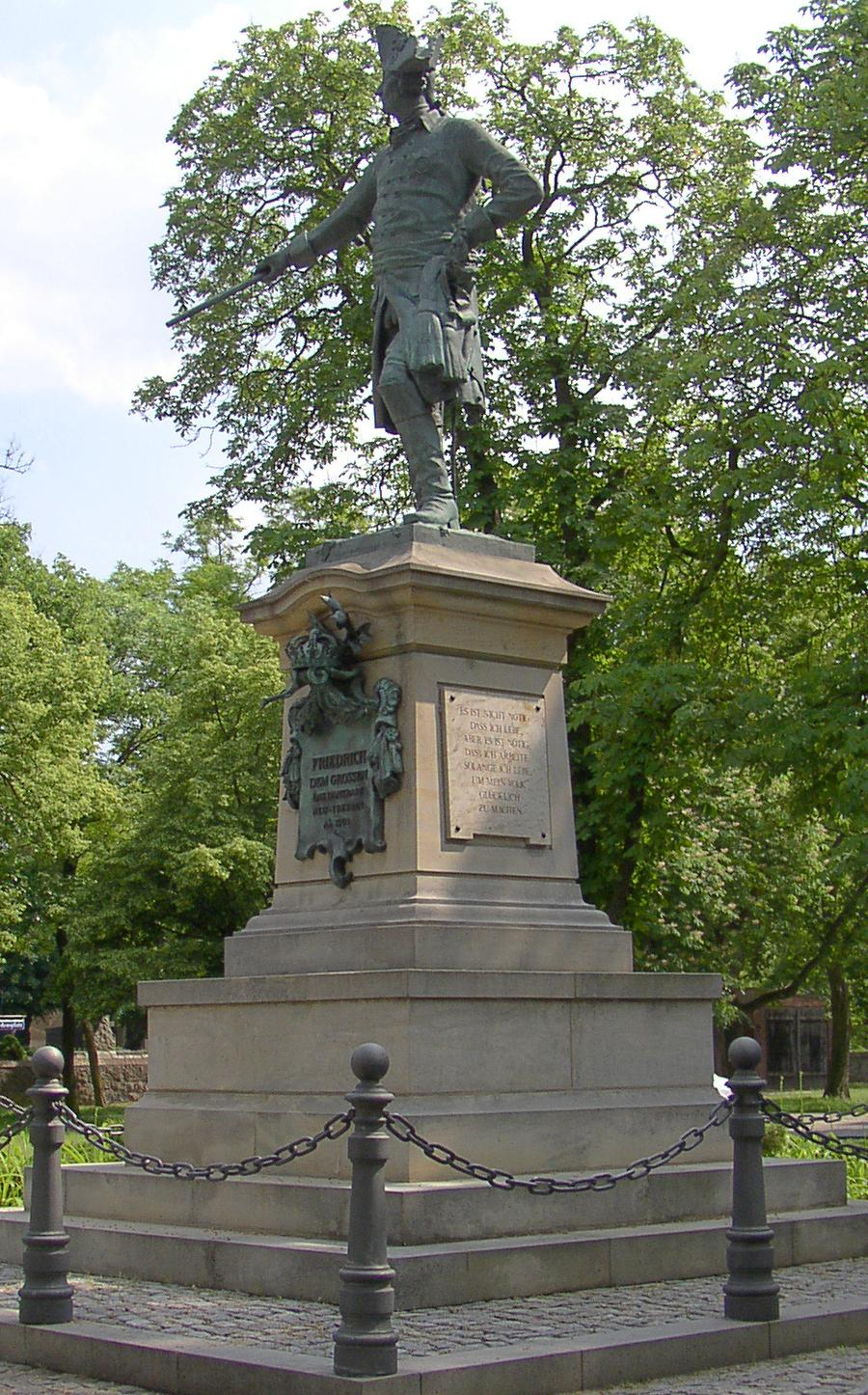
Denkmal für König Friedrich II. in Neutrebbin
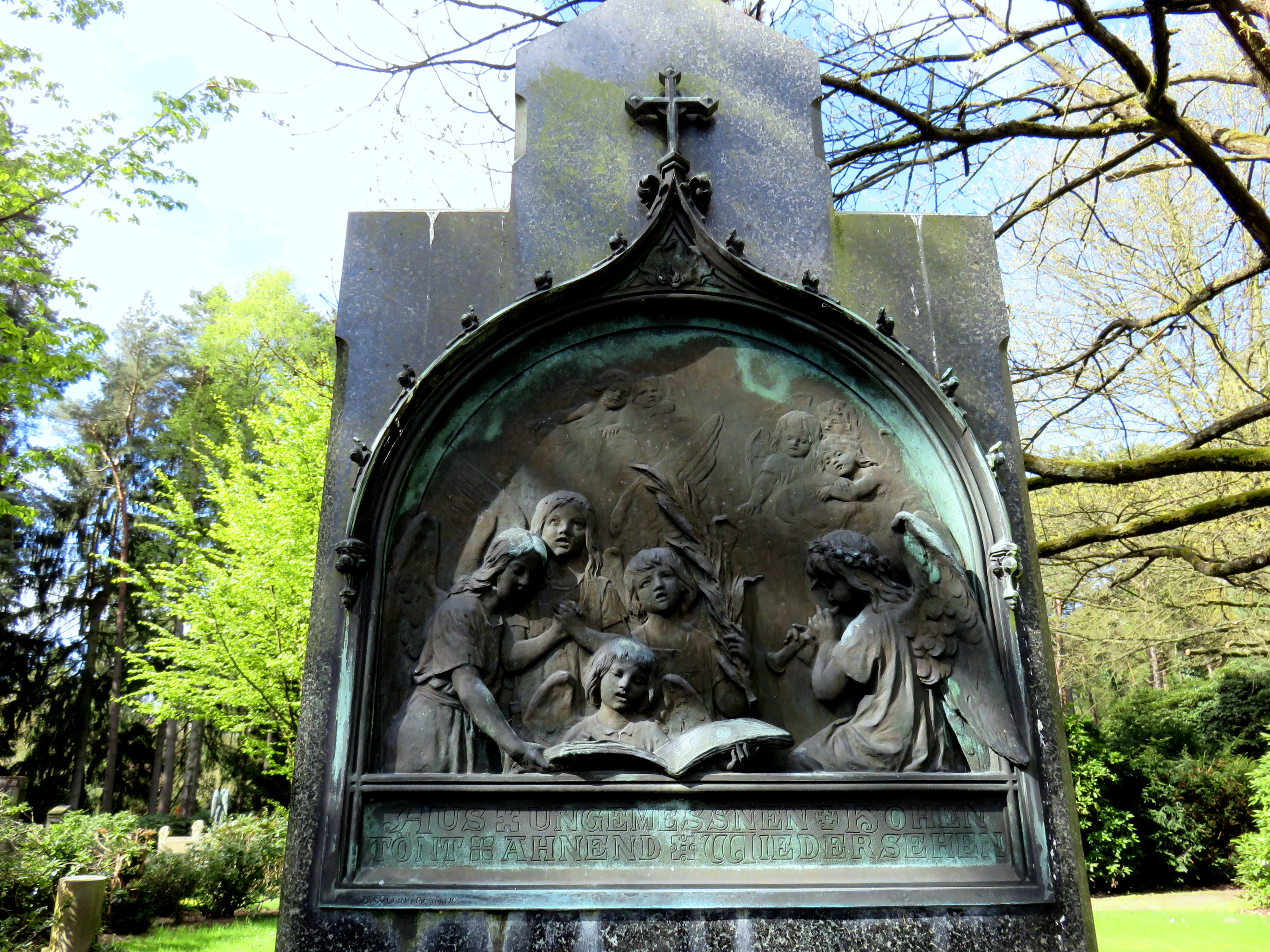
Grabstein der Pianistin und Musikpädagogin Wilhelmine Marstrand auf dem Ohlsdorfer Friedhof in Hamburg
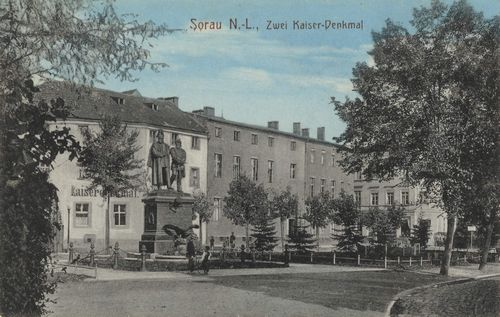
„Zweikaiserdenkmal“ in Sorau
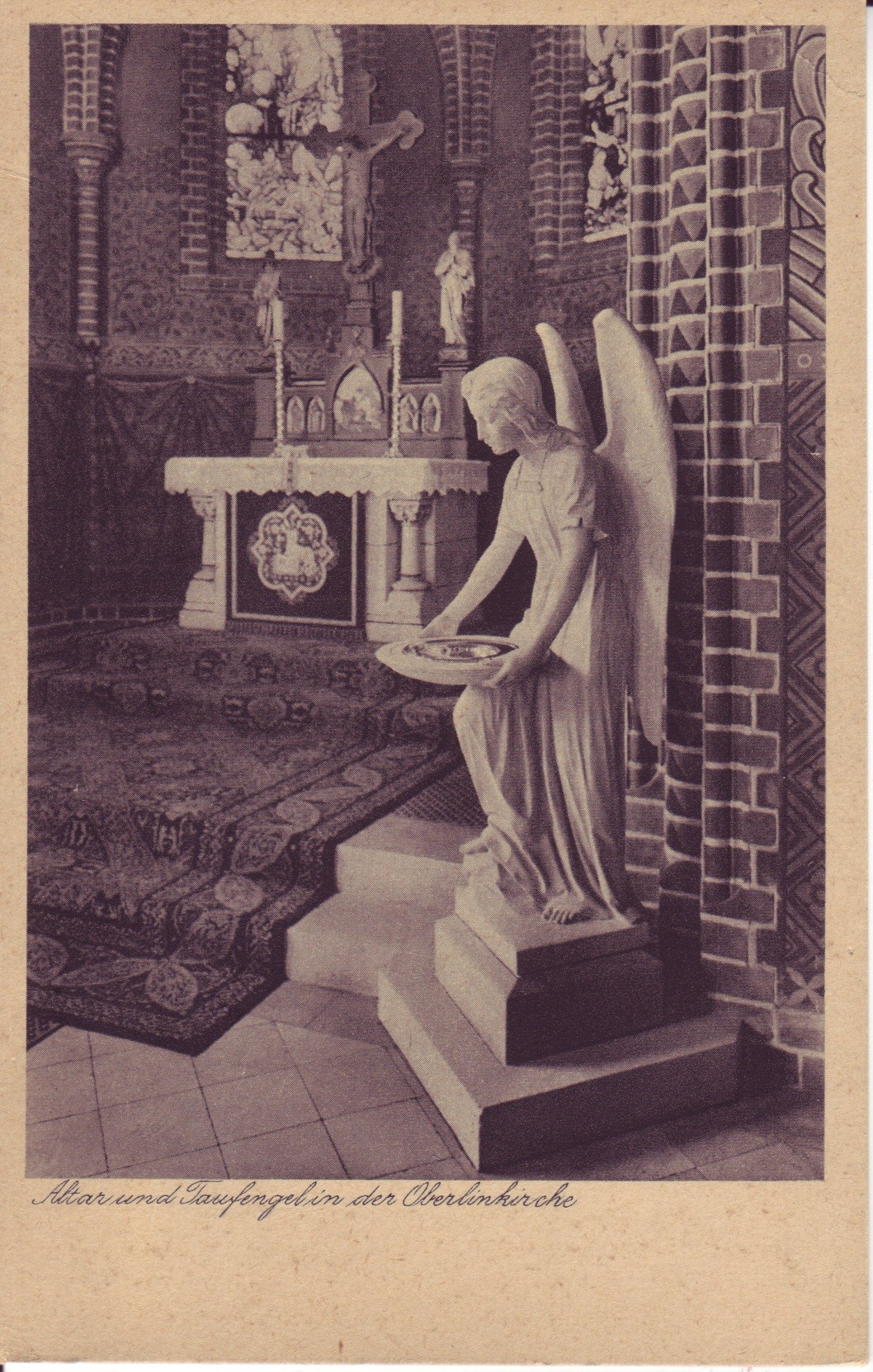
Taufengel in der Kirche des Oberlinhauses in Babelsberg
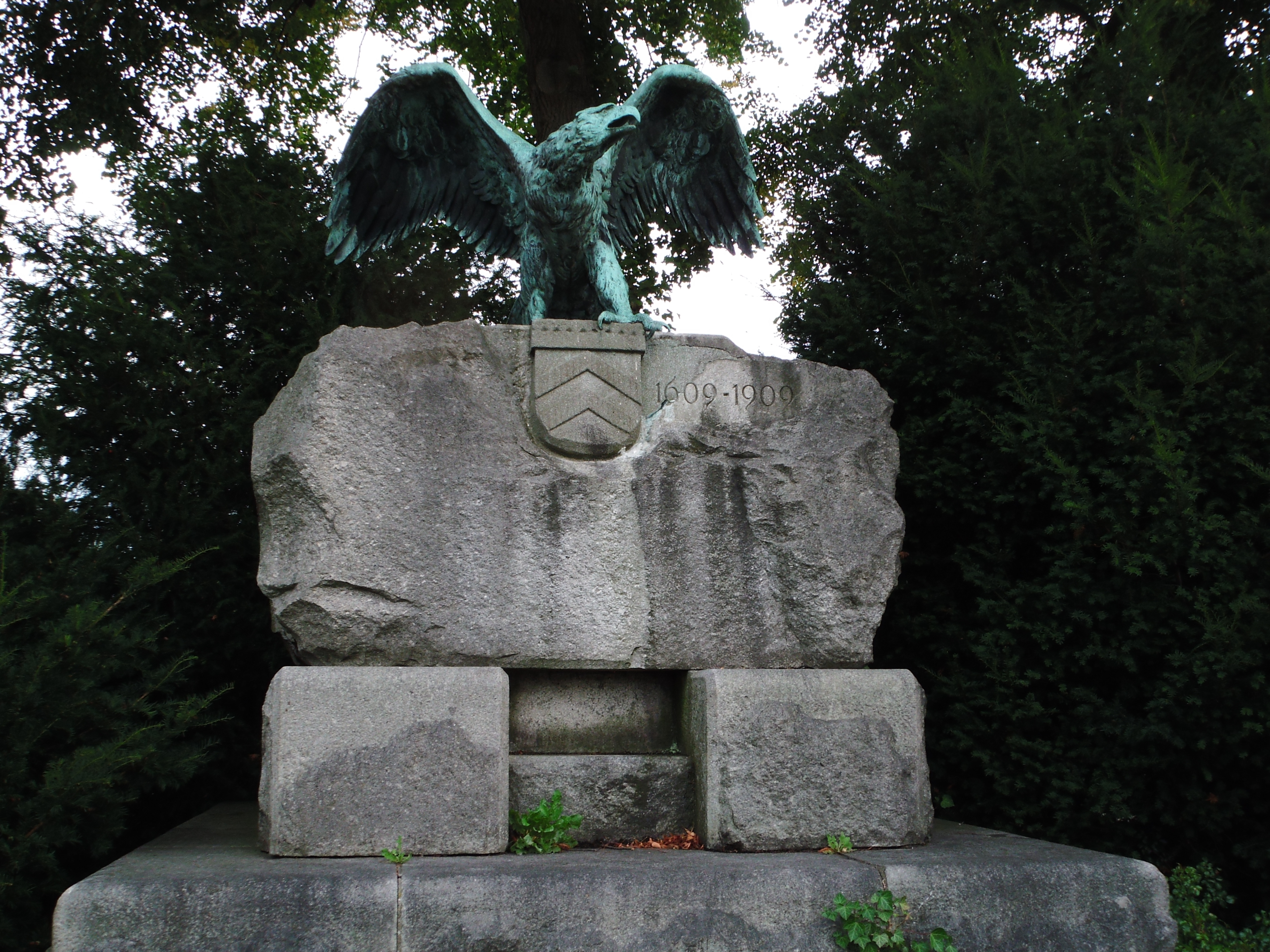
Grafschaftsdenkmal in Jöllenbeck
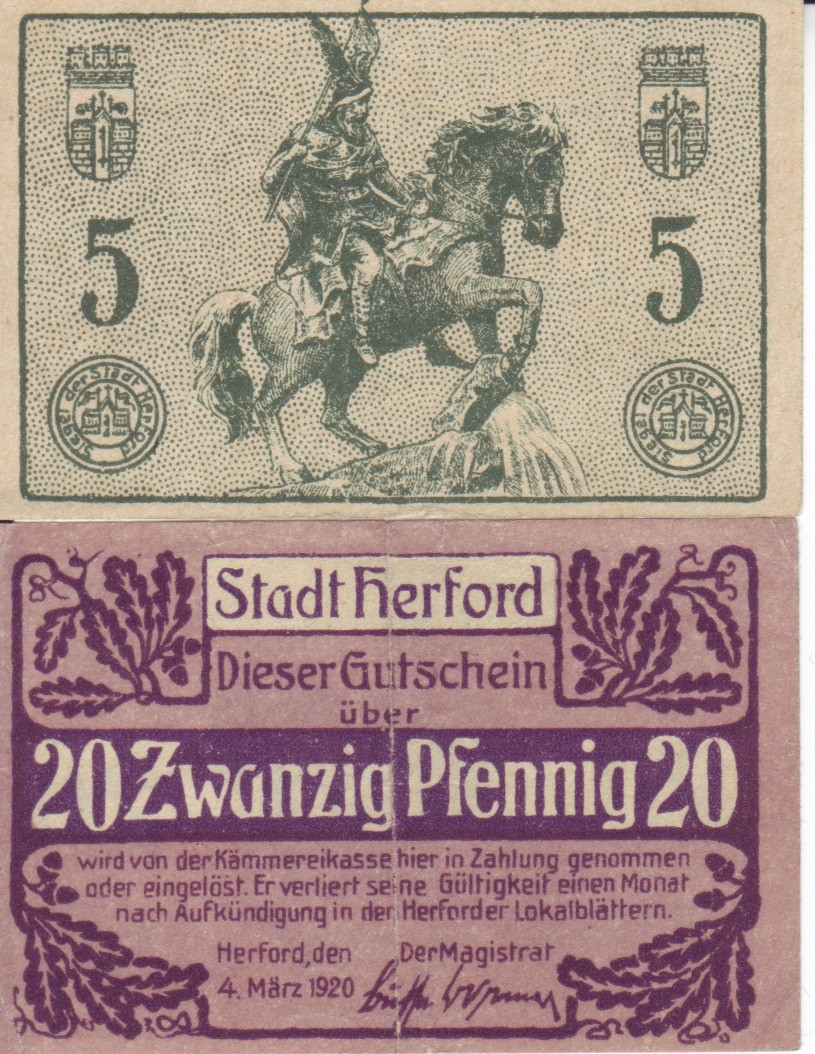
Notgeld der Stadt Herford mit Grafik des Wittekindbrunnens (1920)
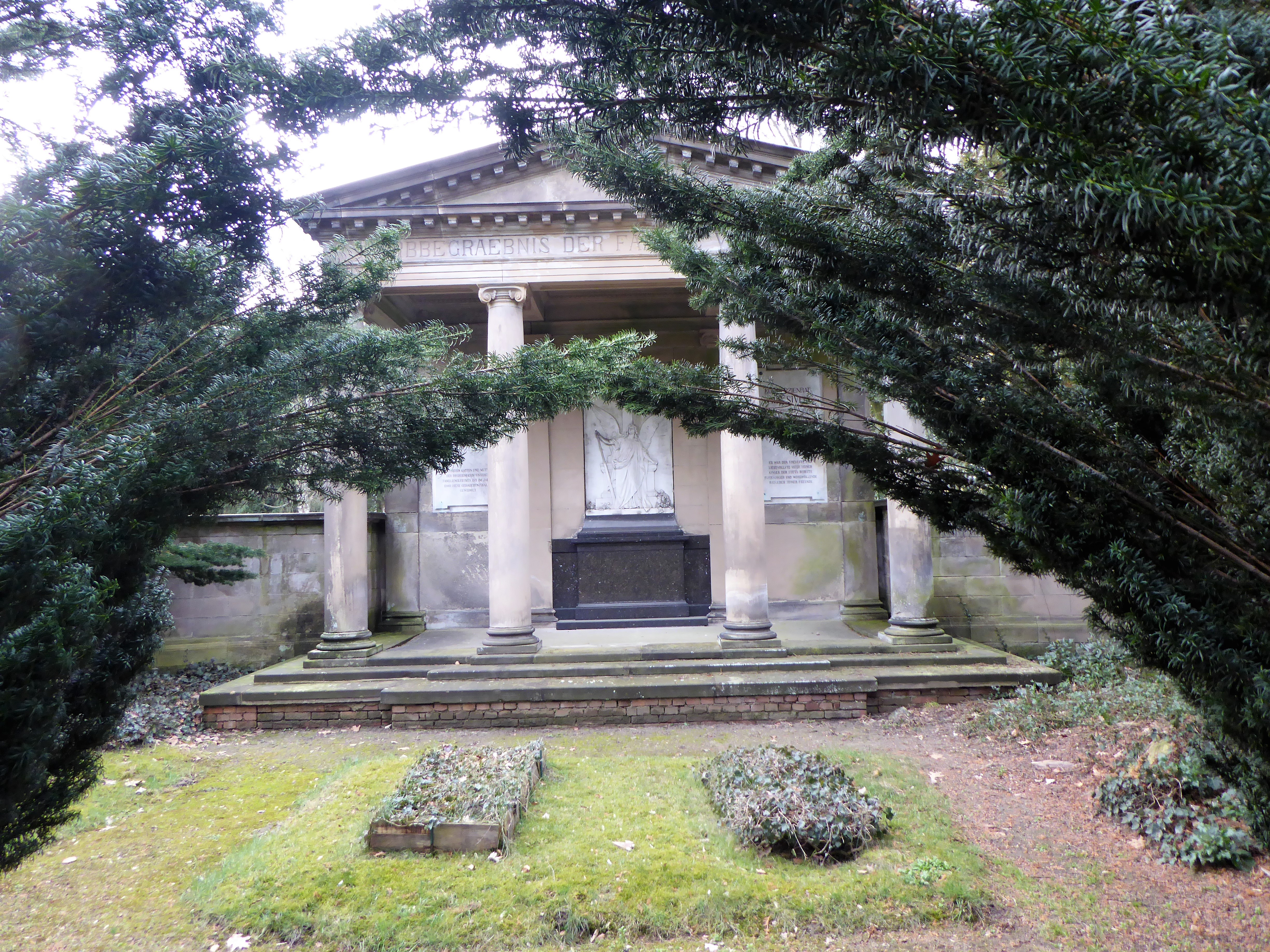
Friedhof Hermannstraße in Herford, Erbbegräbnis der Familie Wilh. Siveke

## Auszeichnungen
- 1903: Verleihung des preußischen Kronen-Ordens III. Klasse
- 1905: Verleihung einer Ziernadel (mit der Abbildung seiner Handwerkszeuge) durch Kaiserin Auguste Viktoria (für die Ausstattung des von der Kaiserin gestifteten Oberlinhauses in Nowawes)
- 1906: Verleihung des preußischen Roten Adlerordens IV. Klasse (für das Denkmal Kaiser Wilhelms I. in Wildberg)

## Ausstellungen (Kataloge)
- Ausstellungskatalog der Großen Berliner Kunstausstellung 1883
- Ausstellungskatalog der Internationalen Kunstausstellung Berlin 1891
- Wolfgang Krogel, Regine Krull, Ina Hellriegel: Erinnern und Vergessen. Die Geschichte der Widukind-Denkmäler von Heinrich Wefing 1882 bis heute. (Text-Reader zur Ausstellung) Enger 1996.
- Museum Herford und Enger